# Comedia por M+
Comedia por M+ es un canal de televisión por suscripción español, propiedad de Telefónica. Su programación se basa en películas del género de comedia.

## Historia
Canal+ Comedia inició sus emisiones el 1 de febrero de 2007, sustituyendo a Canal+ Cine 2 en la plataforma de pago por satélite Canal+. Su programación está enfocada en la emisión de películas del género de comedia (comedia juvenil, romántica, familiar, etc.) complementándose con series de la misma temática y programas de humor como el mítico Saturday Night Live. Se nutre además de piezas y programas de producción propia de la cadena matriz Canal+ 1 relacionados con el género como Ilustres ignorantes, Supercuts u Óxido nitroso. 
Desde el 6 de noviembre de 2009, emite en formato panorámico 16:9 permanentemente.
A partir del 1 de agosto de 2016, cumpliendo un año de la plataforma, pasó a denominarse Movistar Comedia, eliminando la marca Canal+ para así no pagar los derechos a Vivendi. Esto también contrajo una nueva identidad visual de la plataforma y del mismo canal.
El 19 de enero de 2022, Movistar+ cambió de nombre a Movistar Plus+, cambio que contrajo una nueva denominación en sus canales propios y una nueva identidad visual. El canal pasó a denominarse Comedia por Movistar Plus+.

## Declinaciones de la cadena
Durante un tiempo contó con una señal multiplexada de la cadena, denominada "Canal+ Comedia ...30" con la singularidad de que ofrecía la misma programación que la cadena original pero siendo ofrecida media hora más tarde. Esta señal estuvo en antena entre el 1 de febrero de 2007 y el 15 de septiembre de 2010, fecha en la que Canal+ Xtra reemplazó esta versión de la cadena.
Desde el 15 de junio de 2010 cuenta con una versión en HD (alta definición) que ofrece la misma programación que la señal original pero con la tecnología mencionada.

## Disponibilidad
Dentro de territorio español, Comedia por Movistar Plus+ está disponible en la plataforma de pago española Movistar Plus+. Se encuentra disponible en el dial 34 de la citada plataforma de televisión. En Andorra se encuentra disponible en la plataforma SomTV de Andorra Telecom.

## Imagen corporativa

Logo de Movistar Comedia entre 2016-2022
Logo de Comedia por M+ entre 2022 y 2023
Logo de Comedia por M+ entre 2023 y presente